# 1139
El 1139 (MCXXXIX) fou un any comú començat en diumenge del calendari julià.

## Esdeveniments
- Segon concili de Laterà
- 26 de juliol - Alfons I de Portugal s'autoproclama Rei de Portugal i des d'aquest moment es considera que Portugal s'independitza del Regne de Lleó.